# Peter Angelis
Pour les articles homonymes, voir Angelis.
Peter Angelis ou Pierre Angillis, ou Pietro d'Angelis (1685-1734) est un peintre de genre, de natures mortes, de paysages avec personnages et un dessinateur français, d'origine flamande, né à Dunkerque, mort à Rennes.

## Biographie
Sur le registre paroissial qui enregistra sa naissance, il est désigné sous le nom de Angillis Pierre. On le trouve également sous le nom d'Angelus, Anchillus.
Après une première formation dans sa ville natale de Dunkerque, il voyage en Flandre et en Allemagne. Il séjourne longtemps à Düsseldorf pendant ses études, car il en aimait les galeries de tableaux. 
Il réside quelque temps à Anvers, où il est admis comme franc-maître dans la Guilde de Saint-Luc. 
Il passe ensuite presque toute son existence en dehors de sa Flandre natale, principalement en Angleterre, où il séjourne de 1719 à 1727 et où il devint rapidement célèbre.
En 1728, il vend ses tableaux en Angleterre et part pour l'Italie. De nouveau il y acquiert une certaine célébrité.
Ces succès arrivent malgré sa nature réservée qui contrarie sa carrière. Il montre parfois une certaine mauvaise volonté à montrer son œuvre, ce qui décourage certains acheteurs potentiels. Il se montre en fait plus disposé à cultiver son art qu'à soigner ses intérêts.
C'est au cours d'un voyage de Rome à Londres qu'il s'arrête à Rennes où il meurt. Il se serait rendu dans cette dernière ville, riche cité parlementaire, poussé par ses intérêts. Il y connait également le succès, mais en profite peu, car il y meurt peu de temps après.

## Analyse de l'œuvre
Sa description de scènes populaires et joyeuses donnant vie à des personnages truculents, typiquement flamands, a suscité à son époque l'intérêt d'une clientèle aisée. La façon capricieuse et pleine d'esprit, voire d'humour, propre à Angillis pour rendre vie aux personnages de ses tableaux a été à l'époque fort appréciée, en particulier par Christophe-Paul de Robien (°1698 - †1756) président à mortier du parlement de Bretagne et collectionneur d'art de l'époque. Ce dernier appréciait ses œuvres et en acquit plusieurs ; celles-ci ont été léguées à la fin du XVIIIe siècle au Musée des beaux-arts de Rennes qui détient environ 70 dessins de cet artiste ainsi qu'une toile (liste sur le site Joconde).
Avec ses scènes de marchés, de conversations, Angillis est l'héritier des peintres flamands du XVIIe siècle. Il s'en distingue toutefois par la vivacité du coloris, caractéristique du Rococo, ainsi que par la fraîcheur des paysages et la manière de représenter les costumes et les mimiques des personnages qui rappellent celle de David Teniers le Jeune (°1610-†1690) et de Watteau (°1684 - †1721). Selon Horace Walpole, son art tient des deux artistes cités, mais avec plus de grâce que le premier et moins de naturel que le second.
Peter Angelis est en outre un brillant dessinateur. Il tenta également au cours de sa carrière des imitations de Rubens et d'Antoine van Dyck.

### Attribution
Des recherches récentes ont attribué à Jan Baptist Monteyne une série de peintures qui avaient été précédemment attribuées à Peter Angelis.

## Œuvres
Les œuvres (quelques vues disponibles en ligne) de Peter Angelis connurent le succès non seulement de son vivant mais également dans le temps : à la fin du xixe siècle, ses œuvres se vendaient encore avec une cote correcte. Ce fut encore le cas au xxe siècle : E. Bénézit en donne plusieurs exemples dans son édition de 1999 (indication ci-dessous en notes).

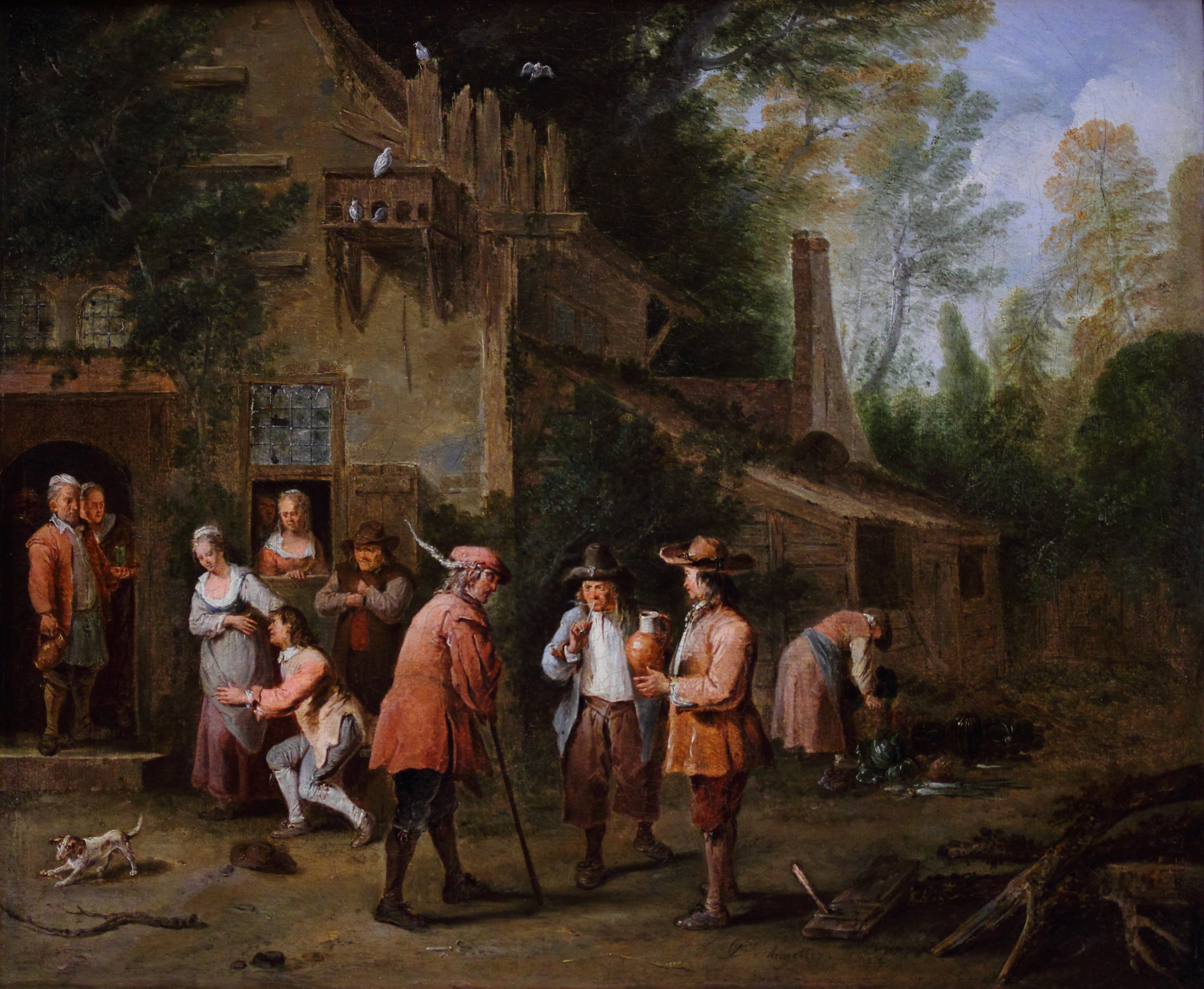
Scène dans une cour d'auberge (huile sur toile, 0,41 × 0,49), 1724, Musée des Beaux-Arts, Rennes, France

- Allégories de l'Astronomie et de la Philosophie,dessin à la plume, encre brune et lavis gris, une paire, (chaque 26,5x18)[6].
- A musical assembly, huile sur toile, 74x62[7],
- Atelier de sculpteur (huile sur toile), Nationalmuseum, Stockholm, Suède
- Collation champêtre, 1727, détenue par le musée de Berlin[8].
- Les comédiens ambulants au bord d'une route, huile sur toile, (62x75,5)[9],
- Couple élégant achetant des pommes à un producteur,huile sur toile, (53,3x47)[10],
- Danse villageoise, pl. et lav[11].
- Dentiste (huile sur toile), Collection particulière.
- Distractions villageoises devant l'auberge,huile sur cuivre, (22x28,6)[12],
- Fête au village avec des danseurs (huile sur toile), Collection Rafael Valls Gallery, Londres, Royaume-Uni.
- Groupe de personnages devant une auberge, huile sur toile, (39,5x47,5)[13].
- Jeune femme près d'un étalage de légumes,1727, huile sur toile, (52,5x46)[14],
- Jeune seigneur prenant congé de sa famille dans la cour du château, huile sur toile, (50,5x58,5)[15],
- Joueurs de cartes devant une taverne,huile sur toile, (106x75)[16],
- Le Marchand de poissons[17],
- Le Marché[18],
- Le Marchand de légumes, cuivre[19]
- Marchande de légumes (huile sur toile), Collection particulière
- Marché (huile sur toile), 1727, Collection particulière[20]
- Marché à Londres (huile sur toile), (?)[21]
- Marché aux légumes et aux poissons (huile sur toile), (?)[22].
- Marché de campagne se tenant hors de l'enceinte du village avec des paysans et des gentilshommes au premier plan et des femmes se querellant à distance, huile sur toile, (196x137,5)[23].
- Natures mortes, deux pendants[24]
- Nombreux personnages dans un paysage[25],
- Le paysan amoureux[26],
- Paysans festoyant devant une auberge, + Scène de marché, deux huiles sur toile, (45x59)[27],
- Paysans se querellant devant l'auberge, huile sur panneau, (31,5x66,2)[28]
- Poissonnier montrant un espadon à ses clientes, huile sur toile, (52,7x39,8)[29].
- Queen Anne and the Knights of the Garter, (huile sur toile), (1720), National Portrait Gallery, Londres, Royaume-Uni
- Réjouissances élégantes (huile sur toile), Collection Ackermann and Johnson Ltd, Londres, Royaume-Uni
- Réjouissances paysannes, huile sur toile, mar.,cart., (46,5x57)[30].
- Réjouissances villageoises (huile sur toile, 0,91 × 1,24), Collection particulière
- Repas champêtre (huile sur toile)[31],
- Le repas du Dauphin, huile sur toile, (53,5x65)[32].
- Le retour de la chasse[33],
- Réunion devant l'auberge (huile sur toile), Collection particulière
- Réunion galante dans un parc, huile sur toile, (34,5x44)[34]
- Scène dans une cour d'auberge (huile sur toile, 0,41 × 0,49), 1724, Musée des Beaux-Arts, Rennes, France
- Scènes de genre[35],
- Scène villageoise, huile sur panneau, (48,2x71,7)[36],
- Sculpteur au travail dans son atelier, huile sur toile, (41x33)[37],
- La tentation de Saint-Antoine[38],
- Théâtre de plein air représentant une scène avec un arracheur de dents devant de nombreux spectateurs, huile sur toile, (75x100,5)[39],